# Bernard Stiegler
Pour les articles homonymes, voir Stiegler.
Ne doit pas être confondu avec Bernard Ziegler.
Bernard Stiegler, né le 1er avril 1952 à Villebon-sur-Yvette (Seine-et-Oise) et mort le 5 août 2020 à Épineuil-le-Fleuriel (Cher), est un philosophe français qui axe sa réflexion sur les enjeux des mutations actuelles — sociales, politiques, économiques, psychologiques — portées par le développement technologique et notamment les technologies numériques.
Fondateur et président d'un groupe de réflexion philosophique, Ars industrialis, créé en 2005, il a également dirigé, à partir d'avril 2006, l'Institut de recherche et d'innovation (IRI) qu'il a créé au sein du centre Georges-Pompidou.

## Biographie

### Années de jeunesse
Né d'un père électronicien et d'une mère employée de banque, Bernard Stiegler grandit à Sarcelles. Après avoir mis fin à ses études après la classe de seconde, il commence en 1969 des études (qu'il n'achèvera pas) d'assistant-réalisateur au Conservatoire libre du cinéma français (CLCF) à Paris ; puis accomplit en 1973 un stage d'analyste programmeur à l'IRIA (aujourd'hui dénommé INRIA). Bernard Stiegler exerce alors ponctuellement différents métiers : ouvrier agricole, serveur. Après mai 68 et jusqu'en 1976, il est adhérent au Parti communiste français, qu'il quitte en raison de son rejet du « stalinisme imposé par Georges Marchais ».

### Expérience de la prison
Après avoir travaillé deux ans comme agent de planning pour les travaux d'entretien à la ville de Sarcelles, ayant de grandes difficultés financières, âgé de vingt-deux ans, Bernard Stiegler part avec sa famille, sa première épouse et leur fille Barbara, à la campagne et s'installe dans une ferme de la famille de sa femme, près de Monflanquin, où il élève des chèvres. Mais la sécheresse de 1976 est une catastrophe qui l'oblige à vendre sa ferme. Il monte ensuite un petit restaurant à Toulouse, puis rachète un bar à prostituées qu'il transforme en bar à concerts, nommé « L'Écume des jours », où il invite des musiciens de jazz. C'est là qu'il rencontre le philosophe Gérard Granel, passionné de jazz, qui devient son ami. Mais les finances sont très tendues et, quand son banquier supprime son autorisation de découvert, il décide, pour subvenir à ses besoins, de braquer sa propre agence bancaire. Suivront trois autres attaques à main armée, dont la dernière, en juin 1978, se conclut par son arrestation en flagrant délit par une patrouille de police. Il est condamné à huit ans de réclusion criminelle et sera libéré au bout de cinq ans. Il avouera : « J'aurais pu en prendre pour quinze ans mais j'avais un très bon avocat. » Entre 1978 et 1983, il est incarcéré à la prison Saint-Michel de Toulouse, puis au centre de détention de Muret.
Bernard Stiegler met à profit ses années de prison pour étudier la linguistique et la philosophie. Il suit par correspondance des études de philosophie à l'université Toulouse II-Le Mirail et reçoit le soutien de Jacques Derrida. Il fait une expérience psychédélique et écrit un texte qu'il montre à Gérard Granel, qui lui répond « ça va être votre philosophie ». Œuvrant comme écrivain public, il prend goût à l'enseignement et aide des détenus à préparer le baccalauréat.  

Plus tard, dans un essai publié en 2003 intitulé Passer à l'acte, il évoque cette incarcération, provoquée par un « passage à l'acte » accidentel, et surtout la véritable ascèse qu'il s'est imposée pour sa formation philosophique, ce qu'il nomme « [s]on devenir-philosophe en acte », 

« [qui] fut l’effet d’une anamnèse produite par une situation objective dans le cours accidentel de mon existence. […] cinq années de pratique philosophique, de phénoménologie expérimentale, et de passage aux limites de la phénoménologie, après ce “passage à l’acte” qui n’avait, en soi, strictement rien de philosophique. On doit toujours être prêt à philosopher à mort, comme le fait Socrate, et philosopher dans le mourir qu’est une vie ; mais “une vie”, cela veut dire ici une existence et une facticité, c’est-à-dire une accidentalité. »

### Années 1980
En 1983, il est consultant au cabinet TEN, spécialisé dans les questions de développement technologique et urbain.
En 1984, il est élu pour six ans directeur des programmes de recherche au Collège international de philosophie puis, en 1985, chargé par le ministère de la Recherche d'une étude sur les enjeux des technologies de l'information et de la communication.
En 1987, il conçoit l'exposition « Mémoires du futur » et en assure le commissariat au Centre Georges-Pompidou.
Enseignant-chercheur vacataire à l'Université de technologie de Compiègne en 1988, Bernard Stiegler est également chargé d'un séminaire à l'École d'architecture de Marseille-Luminy, sur les instruments de communication assistée par ordinateur et sur l'image numérique.
En 1989, il est chargé de constituer et présider un groupe de recherches auprès de la Bibliothèque nationale de France pour la conception de postes de lecture assistée par ordinateur. Ce travail donnera lieu à de nombreuses publications, et à la réalisation d'un prototype industriel par la société AIS Berger-Levrault. Un changement de gouvernement et un changement de direction à la BNF, en 1993, interrompent le projet.

### Années 1990
En 1990, Bernard Stiegler est chargé d'écrire le scénario de l'exposition du pavillon français à l'Exposition universelle de 1992 à Séville.
Sous la direction de Jacques Derrida, Bernard Stiegler soutient sa thèse « La faute d'Épiméthée. La technique et le temps » (qu'il reprendra comme base de son premier ouvrage La Technique et le temps. La Faute d'Épiméthée) à l'École des hautes études en sciences sociales (EHESS) en 1993, et obtient ainsi son doctorat de philosophie.
Arrivé à l'Université de technologie de Compiègne (UTC) en 1988, à l’issue d’un programme de recrutement qui a abouti à la constitution du département TSH (Technologie et Sciences de l’Homme), il y exerce comme professeur et directeur de l'unité de recherche COSTECH (Connaissances, organisations et systèmes techniques),, qu'il a fondée en 1993. Bernard Stiegler a également été directeur général adjoint de l'Institut national de l'audiovisuel (INA), chef du département Innovation, de 1996 à 1999.
Il a lancé le projet Lecao (« lecture et écriture critiques assistées par ordinateur ») avec le soutien du ministère de la Recherche ; il a créé et lancé le séminaire de sciences et technologies cognitives de Compiègne, qui se poursuit depuis, chaque année, au cours de la dernière semaine de janvier, et qui aura reçu plus de mille doctorants et chercheurs français et étrangers ; il a lancé le programme Open (« outil personnalisable d'édition numérique », logiciel réalisé sur la base du logiciel 4D).

### Années 2000

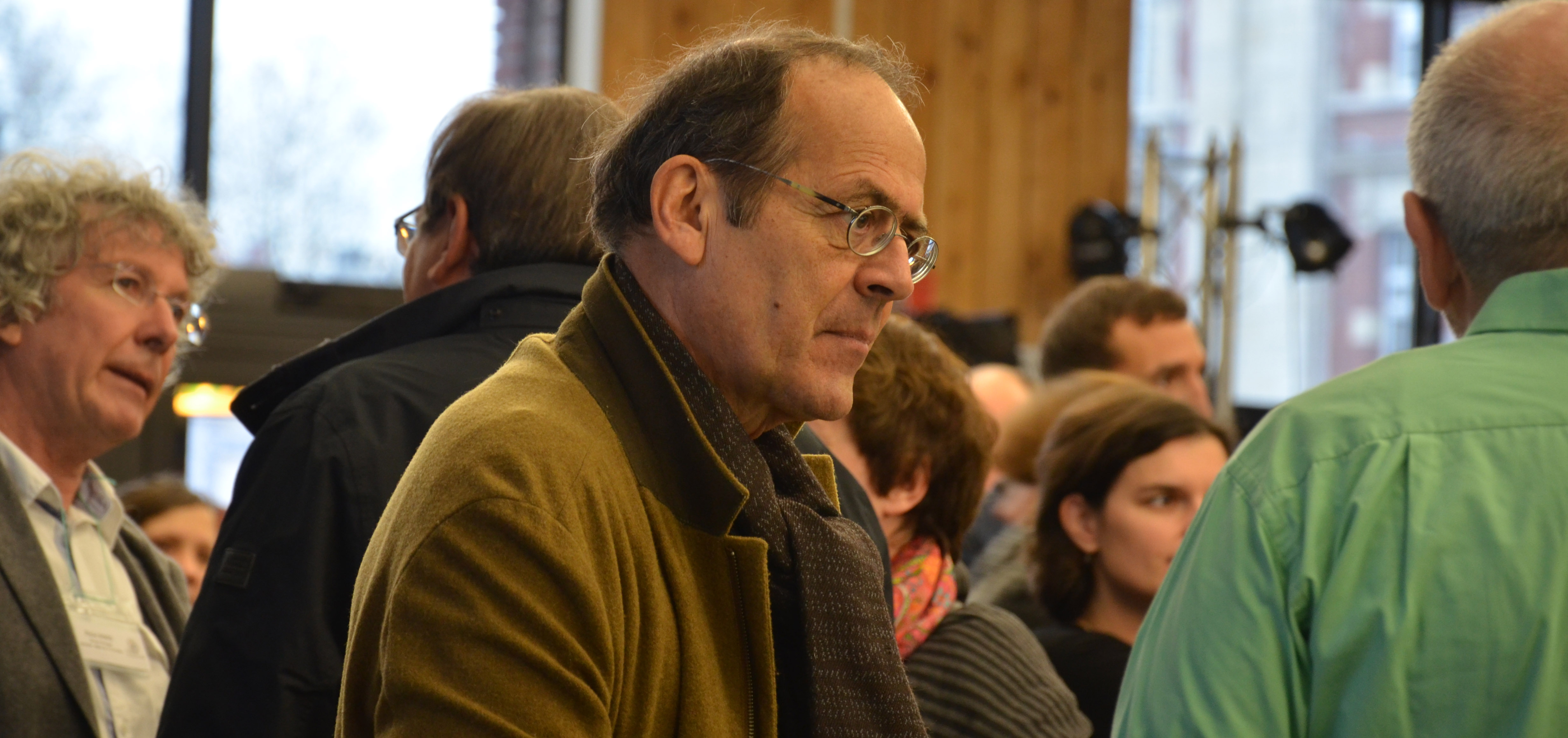
Bernard Stiegler en conversation avec Michel Bauwens en 2014.

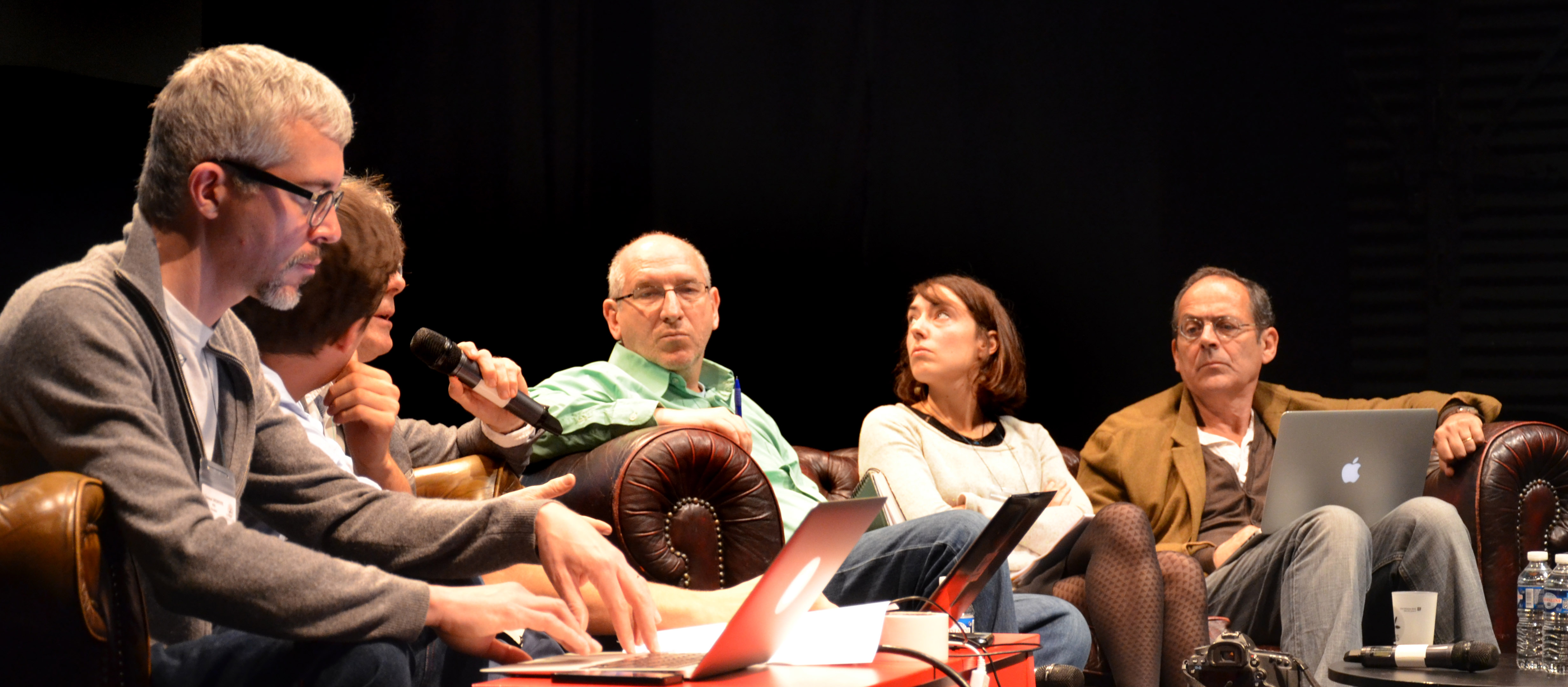
Bernard Stiegler, lors des 11e ROUMICS en 2014 à Lille, discutant de la question du « Bien commun » avec Amandine Piron ; Michel Bauwens ; Michel Briand ; Simon Sarazin et Emmanuel Vandamme.

Bernard Stiegler poursuit son travail sur le numérique et la société, et publie de nombreux ouvrages, seul ou en collaboration, notamment sur ces thèmes.
En 2002, il est nommé directeur de l'Institut de recherche et coordination acoustique/musique (IRCAM). Il y reste jusqu'au 1er janvier 2006, date à laquelle il devient directeur du développement culturel du Centre Pompidou.
En 2005, avec Marc Crépon, George Collins, Catherine Perret et Caroline Stiegler, il fonde l'association Ars Industrialis, qui devient très vite internationale, et regroupe des chercheurs de multiples domaines (philosophes, psychanalystes, anthropologues, sociologues, mathématiciens, physiciens, informaticiens, ingénieurs, linguistes, juristes, architectes, mais aussi des écrivains, artistes) « pour une politique industrielle des technologies de l'esprit ». Engagée dans différents champs d'activité et de réflexion, l'association cherche à dégager « la vie de l'esprit » de la soumission aux impératifs de l'économie de marché.
Parallèlement à Ars Industrialis, à partir d'avril 2006, il dirige au sein du centre Georges-Pompidou, l'Institut de recherche et d'innovation (IRI) qu'il a créé avec Vincent Puig. Conçu à la fois comme un observatoire et un laboratoire, cet institut a pour but de développer de nouvelles pratiques et technologies culturelles et cognitives, dans le contexte de la révolution numérique.
Il est nommé pour trois ans membre du Conseil national du numérique (CNNum) en janvier 2013.
Il est membre du comité d’orientation et de prospective du forum « Vies Mobiles », think tank de la SNCF.
À partir d'avril 2013, il est membre du conseil scientifique de l'observatoire B2V des Mémoires.

### Mort
Bernard Stiegler meurt le 5 août 2020, à l’âge de 68 ans. Il met fin à ses jours dans sa maison d'Épineuil-le-Fleuriel, un ancien moulin où il s'était installé en 2012. Dans son blog, Paul Jorion évoque ses problèmes de santé, dus aux complications d'une occlusion intestinale et Philosophie Magazine fait également mention de sa maladie. Par ailleurs, Stiegler lui-même avait à plusieurs reprises fait état de son « état dépressif » et de sa « pulsion suicidaire ».
Huit jours avant sa mort, Bernard Stiegler contacte Philosophie Magazine dans l'objectif de publier rapidement divers articles récents qu'il avait écrits. Il devait par ailleurs participer au colloque « Agir pour le vivant », programmé à Arles du 24 au 30 août.

### Vie privée
De son premier mariage, Bernard Stiegler eut deux enfants dont Barbara Stiegler, sa fille aînée née en 1971, philosophe et professeure au département de philosophie de l’université Bordeaux-Montaigne. Il se maria en secondes noces avec Catherine Malabou, une autre élève de Derrida,. Le 30 mai 1998, il épousa en troisièmes noces Caroline Fayat, une magistrate, avec laquelle il eut deux enfants.

## Décoration
- 10 février 2016[43] :  Officier de l'ordre des Arts et des Lettres

## L'œuvre

### Philosophie et technique
Selon Bernard Stiegler, la philosophie grecque se constitue en oubliant la question de la technique. C'est en reléguant ce qu'elle surnomme la technique à un simple « dehors » que la philosophie crée ce « dedans », cette enceinte de savoir plein à laquelle elle s'identifie. La philosophie grecque s'articule en se démarquant ainsi de ce qu'elle nomme la technè, dont s'inspirent les sophistes, en opposition à l'épistémè. Ce dehors de la technique est supposé ne contribuer en rien au savoir plein du dedans, et n'a par conséquent de statut que comme auxiliaire. Le philosophe peut bien se servir de la technique (de l'écriture, par exemple), mais la technique n'est pas supposée participer à la constitution de la vérité philosophique. La technique n'a rien d'original ou d'originaire, elle est toujours dérivée, et elle est donc la supposition même de l'origine (la vie et le savoir pleins).
Toute « pensée » de la technique excède nécessairement les limites de la philosophie. Une approche « pensante » de la technique ne peut que toucher aux bords de la pensée, ne peut que mettre en péril les schémas philosophiques. Néanmoins, à partir de son premier essai, La Faute d’Épiméthée (Galilée, 1994), qui constitue le premier tome de La Technique et le Temps, Bernard Stiegler s'attache à montrer, en reprenant notamment les travaux d'André Leroi-Gourhan, Gilbert Simondon ou encore Bertrand Gille, et en critiquant le discours de Martin Heidegger, que la technique n'est pas extérieure à l'homme, mais constitutive de l'homme, participant au processus même d'hominisation. Ainsi, selon lui, tous les savoirs, et les savoir-faire, sont liés à des techniques, depuis le premier silex taillé jusqu'à l'ordinateur, en passant par l'écriture, l'imprimerie, etc. « L'esprit [...] suppose toujours des techniques ou des technologies de l'esprit, des “instruments spirituels” ». Bernard Stiegler recourt à la figure mythologique d'Épiméthée, le frère jumeau de Prométhée, comme image symbolique de l'homme sans essence et inachevé, dont « le défaut d'origine » le rend toujours perfectible, dans un devenir lié à la technique. Les techniques, les artifices, les artefacts, tout comme les arts, sont donc indispensables à la vie de l'homme, mais selon l'acception donnée par Socrate et Platon, ils sont des pharmaka, c'est-à-dire à la fois des remèdes et des poisons. Tout objet technique est ainsi « pharmacologique » : à la fois poison et remède ; et par conséquent toute technologie est porteuse du pire comme du meilleur. À partir de cette vision, dans ses recherches et dans le cadre collectif de son association Ars Industrialis, Stiegler étudie les effets suscités par ces techniques sur la société, les comportements, la sensibilité, etc., en montrant que leur utilisation industrielle et leur soumission au marché, au consumérisme, à l'ultralibéralisme, au « populisme industriel » et au capitalisme « culturel » ou « cognitif », aboutissent à une « baisse de la valeur esprit » (selon l'expression de Paul Valéry), et même à une « crétinisation des esprits ».
Face à ces dérives et catastrophes, dans un souci de « réenchanter le monde », à travers sa pratique de la philosophie, axée sur les techniques, et notamment les nouvelles technologies numériques, Stiegler cherche à combattre leur toxicité, en se les appropriant, car selon lui il ne s'agit pas de « rejeter les techniques, mais de les critiquer et de les transformer », comme il le redit dans son dernier entretien radiophonique. La pensée qui ne prend pas soin du monde qui l'entoure n'est qu'une spéculation, il convient donc, selon lui, de réévaluer le rôle de l'esprit dans les pratiques, l'agencement et l'utilisation que nous faisons de ces techniques.

### La question de l'homme
Selon Stiegler, la technique doit être appréhendée comme une constituante anthropologique. La technicité participe originairement à la constitution de l'homme (l’hominisation). C'est pourquoi l'homme n'a d'essence que par accident, ainsi que l'écrit le philosophe : « L'homme est cet accident d’auto mobilité que provoque une panne d'essence».
L'homme est ce vivant qui n'a de qualités que dans un ajout originaire d'artificialité. Son essence est faite d’artéfacts. Sa nature est originairement secondaire et inachevée ; c'est pourquoi Bernard Stiegler la rapproche du défaut d'origine illustré par le mythe d'Épiméthée, « celui qui réfléchit après coup ». Si l'essence de l'homme (sa destination, ses fins) est « artéfactuelle », elle est toujours sujet de débat, de controverse, de polémique et même de guerre : les hommes ne peuvent que se disputer sur leurs qualités. La technicité de l'homme contient toujours le risque du combat, amical ou belliqueux. Ce risque est sans fin.
C'est ainsi que la constitution technique (ou factice) de l'homme fait la nature politique de l'homme : la technicité, c'est la question de l'essence de l'homme (fins, destination, origine : des questions philosophiques, donc), ainsi que la question politique (comment vivre ensemble ?).

### Dérèglement du climat et risques d'effondrement
Bernard Stiegler est l'un des rares philosophes français (avec Bruno Latour et Dominique Bourg) à traiter à bras le corps l'urgence écologique et les risques d'effondrement de la civilisation industrielle. Le deuxième tome de ce qui devait être sa trilogie Qu'appelle-t-on panser ? a pour sous-titre "La leçon de Greta Thunberg", dans lequel il considère que « la génération Greta » est bien plus éclairée et responsable que ses aînés face au dérèglement climatique et qu'il faut créer des liens entre les générations et des passages entre les savoirs afin d'œuvrer contre l'entropie, cette déperdition d'énergie qui mène à l'effondrement systémique, – un risque d'effondrement que Bernard Stiegler relie essentiellement à l'ultralibéralisme – à l'exploitation et à la destruction du monde qu'il opère – selon une véritable « doctrine du choc ». Face à ces catastrophes en cours, soucieux de l'avenir et des générations futures, Stiegler nous invite donc à penser par nous-mêmes, sachant que penser est aussi panser, donc « prendre soin » de la société et de notre environnement, et qu'il n'y a pas de je sans un nous. Cette vision des relations entre les êtres humains, et d'une pensée foncièrement expérimentale, ancrée dans le monde et le vivant, le conduit donc à privilégier la coopération, la transdisciplinarité et la « mutualisation » des connaissances et des savoir-faire, dans un souci, politique et éthique, d'agir sur le monde.

## Publications
- La Technique et le Temps, Paris, Galilée :
  - tome 1 : La Faute d’Épiméthée, 1994  (ISBN 2718604409)
  - tome 2 : La Désorientation, 1996  (ISBN 2718604689)
  - tome 3 : Le Temps du cinéma et la Question du mal-être, 2001  (ISBN 2718605634)
- Échographies de la télévision, entretiens filmés avec Jacques Derrida, 1996  (ISBN 2718604808)
- Passer à l'acte, Paris, Galilée, 2003  (ISBN 2718606169)
- Aimer, s'aimer, nous aimer : du 11 septembre au 21 avril, Paris, Galilée, 2003  (ISBN 2718606290)
- De la misère symbolique, Paris, Galilée :
  - tome 1 : L'Époque hyperindustrielle, 2004  (ISBN 2718606355)
  - tome 2 : La Catastrophe du sensible, 2005  (ISBN 2718606347)
- Philosopher par accident, entretiens avec Elie During, Paris, Galilée, 2004  (ISBN 2718606487)
- Mécréance et Discrédit, Paris, Galilée :
  - tome 1 : La Décadence des démocraties industrielles, 2004  (ISBN 2718606606)
  - tome 2 : Les Sociétés incontrôlables d'individus désaffectés, 2006  (ISBN 2718607068)
  - tome 3 : L'Esprit perdu du capitalisme, 2006  (ISBN 2718607157)
- Constituer l'Europe, Paris, Galilée :
  - tome 1 : Dans un monde sans vergogne, 2005  (ISBN 2718606894)
  - tome 2 : Le Motif européen, 2005  (ISBN 2718606908)
- Des pieds et des mains. Petite conférence sur l'homme et son désir de grandir, Paris, Bayard, 2006  (ISBN 2227475668)
- La Télécratie contre la démocratie. Lettre ouverte aux représentants politiques, Paris, Flammarion, 2006  (ISBN 2082105695)
- Prendre soin, de la jeunesse et des générations, Paris, Flammarion, 2008
- Économie de l'hypermatériel et psychopouvoir, entretiens avec Philippe Petit et Vincent Bontems, Paris, Mille et une Nuits, 2008
- Pour une nouvelle critique de l'économie politique, Paris, Galilée, 2009
- Ce qui fait que la vie vaut la peine d'être vécue, de la pharmacologie, Paris, Flammarion, 2010  (ISBN 9782081220355)
- États de choc - Bêtise et savoir au XXIe siècle, Paris, Fayard/Mille et une nuits, 2012  (ISBN 9782755506457)
- Pharmacologie du Front National, suivi du Vocabulaire d'Ars Industrialis par Victor Petit, Paris, Flammarion, 2013
- La Société automatique : 1. L'avenir du travail, Paris, Fayard, 2015, 300 p.  (ISBN 978-2213685656)
- L'emploi est mort, vive le travail !  entretien avec Ariel Kyrou, Paris, Fayard/Mille et une nuits, 2015, 118 p.  (ISBN 978-2755507461)
- La Technique et le Temps. 1. La faute d’Épiméthée — 2. La désorientation — 3. Le temps du cinéma et la question du mal-être. Suivis de Le nouveau conflit des facultés et des fonctions dans l’Anthropocène, Paris, Fayard, 2018, 970 p.  (ISBN 978-2213700878)
- (en) The Neganthropocene (trad. Daniel Ross, préf. Daniel Ross), Open Humanities Press, coll. « CCC2 irreversibility », 2018 (ISBN 978-1-78542-048-1, lire en ligne )
- Qu’appelle-t-on panser ?, Paris, Les Liens qui libèrent :
  - 1. L’Immense Régression, 2018
  - 2. La Leçon de Greta Thunberg, 2020

### En collaboration
- avec Nicolas Donin, dir. et al., « Révolutions industrielles de la musique », Cahiers de médiologie no 18, 2004  (ISBN 2213621411)
- avec Marc Crépon, George Collins, Catherine Perret et Caroline Stiegler, Réenchanter le monde : la valeur esprit contre le populisme industriel, Paris, Flammarion, 2006  (ISBN 2082105857)
- Le Temps de la prison, in Dépositions III, Jean-Marc Cerino, le SPIP de Saint-Étienne et le musée d’Art moderne de Saint-Étienne, 2006
- avec Marc Crépon, De la démocratie participative : fondements et limites, Paris, Mille et une Nuits, 2007  (ISBN 2755500336)
- « Repenser l'esthétique, pour une nouvelle époque du sensible », in C. Tron (dir.), Esthétique et société, Paris, L'Harmattan, 2009
- avec Alain Giffard et Christian Fauré, Pour en finir avec la mécroissance : quelques réflexions d’Ars industrialis, Paris, Flammarion, 2009
- avec Serge Tisseron, Faut-il interdire les écrans aux enfants ?, Paris, Mordicus, 2009
- « La mécroissance », in Regards sur la crise : réflexions pour comprendre la crise... et en sortir, ouvrage collectif dirigé par Antoine Mercier, avec Alain Badiou, Miguel Benasayag, Rémi Brague, Dany-Robert Dufour, Alain Finkielkraut, Élisabeth de Fontenay et al., Paris, Éditions Hermann, 2010
- L'École, le numérique et la société qui vient, avec Denis Kambouchner, Philippe Meirieu, Julien Gautier, Guillaume Vergne, Paris, Fayard/Mille et une nuits, 2012
- Avec Daniel Bougnoux, Pour Jacques Derrida, précédé de Jacques Derrida, Trace et archive, image et art, avant-propos de François Soulages, Bry-sur-Marne, Institut National de l'Audiovisuel, coll. « Collège iconique », 2014.
- Digital studies: organologie des savoirs et technologies de la connaissance, dir. d'ouvrage, FYP Editions, 2014
- Avec Maryanne Wolf : Proust et le calamar de Maryanne Wolf, trad. de l'anglais par Lisa Stupar, préface et entretien avec Bernard Stiegler, Angoulême, Éditions Abeille et Castor, 2015
- Dans la disruption : Comment ne pas devenir fou ?, Paris, Les Liens qui libèrent, 2016, comprenant aussi Entretien sur le christianisme (23 avril 2008), avec Bernard Stiegler, Alain Jugnon et Jean-Luc Nancy (ISBN 979-1020903624) ; rééd. Arles, Actes Sud, coll. « Babel », 2018[55]
- La toile que nous voulons, sous la direction de Bernard Stiegler, avec des textes de Julian Assange, Bernard Stiegler, Evgeny Morozov, Dominique Cardon, Paul Jorion, François Bon, Thomas Berns, Bruno Teboul, Ariel Kyrou, Yuk Hui, Harry Halpin, Pierre Guéhenneux, David Berry, Cristian S. Calude, Giuseppe Longo, Paris, FYP Éditions, coll. « Nouveau monde industriel », 2017  (ISBN 978-2364051478)
- Bifurquer, sous la direction de Bernard Stiegler, avec le collectif Internation, Paris, Les Liens qui libèrent, juin 2020,  (ISBN 1020908564)
- Le Nouveau Génie urbain, sous la direction de Bernard Stiegler, Paris, FYP Éditions, coll. « Nouveau monde industriel », 2020  (ISBN 2364051924)

### Participations à des revues
- Entrevue avec Bernard Stiegler, revue Gruppen n° 5, GRUPPEN éditions, 2012  (ISBN 9782919103041)
- « Nous avons à devenir la quasi-cause du rien, du nihil », entretien avec Bernard Stiegler, La Deleuziana, 2016/3

### Participations à des films
- 2004 : The Ister[56]
- 2010 : commentateur[57] dans le documentaire Le temps de cerveau disponible de Christophe Nick et Jean-Robert Viallet[58],[59]
- 2011 : intervention dans Après la gauche[60], documentaire de Jeremy Forny sur les problèmes de la gauche en France
- 2012 : interventions dans Un monde sans humains ?[61],[62] (96 min, Cinétévé/Arte), film documentaire[63] de Philippe Borrel[64], d'après une idée originale de Noël Mamère

#### Autres liens
- Biographie et publications sur le site de France Culture.
- Article de Jean-Hugues Barthélémy et Vincent Bontems sur le rapport de Stiegler à la pensée de Gilbert Simondon.
- Article d'Alexandre Moatti, "Bernard Stiegler, lost in disruption ?", Carnet Zilsel, septembre 2017
- Enregistrements audio et vidéo de Bernard Stiegler.
- Bernard Stiegler. La musique est la première technique du désir sur le bloc de Mediapart.
- État d'urgence, géopolitique, Médias... vidéo Bernard Stiegler entretien sur Thinkerview, 17 avril 2019.
- L'intelligence artificielle doit créer de l'espérance.
- Bernard Stiegler, la philosophie et la vie Bernard Stiegler raconte sa vie au micro de France Culture en cinq épisodes de 30min chacun. (A voix nue, février 2020)
- Organoesis : collectif de recherche autour et à partir des travaux de Bernard Stiegler
- Épokhè, l'association prenant le relai d'Ars Industrialis, initié par Bernard Stiegler